# Chó săn cáo Đen và Vàng Nâu Virginia
Chó săn cáo Đen vàng Nâu Virginia (tiếng Anh: Black and Tan Virginia Foxhound) là một giống chó có nguồn gốc từ và là một trong bốn giống chó săn cáo. Trong thế kỷ 18 nó đã được lai tạo với chó đánh hơi và tạo ra giống Chó săn gấu Đen vàng Nâu. Giống chó này dùng tốt cho mục đích săn bắn cáo.

## Đặc điểm
Chó săn cáo Hoa Kỳ nhẹ hơn, cao hơn và nhanh nhẹn hơn so với chó săn Anh. Chúng có thể phát triển đến chiều cao 21 đến 25 inch và có thể nặng từ 65 đến 75 pound. Những con chó giống này có một cảm giác nhận ra mùi và nhanh hơn so với những con chó thuộc giống khác. Chúng là những con chó lớn với chân trước dài và xương thẳng và một hộp sọ lớn với tai có kết cấu phù hợp với khuôn mặt. Đôi tai rộng và bằng phẳng trên đầu. Đôi mắt lớn và rộng với một biểu cảm thân thiện và thông minh. Đuôi được thiết lập cao vừa phải với một đường cong lên nhẹ và lớp lông cứng và ngắn và như cái tên đã miêu tả, bộ lông có sự kết hợp của màu đen và màu nâu trên một nền trắng. Những con chó này không thích hợp với cuộc sống căn hộ bởi vì chúng cần tập thể dục nhiều và cũng có xu hướng tăng cân dễ dàng. Nếu không, chúng khá khỏe mạnh và không bị rối loạn di truyền liên quan đến xương hông và xương. Tuổi thọ của chúng khoảng từ 10 đến 12 năm. Loài này có một tính khí thân thiện, dễ chịu, trung thành và đáng tin cậy.